# South Township (comté de Dade, Missouri)
South Township est un township  du comté de Dade dans le Missouri, aux États-Unis,.
Il est baptisé en référence à son emplacement au sud du comté.

## Source de la traduction
- (en) Cet article est partiellement ou en totalité issu de l’article de Wikipédia en anglais intitulé « South Township, Dade County, Missouri » (voir la liste des auteurs).